# Успение Богородично (Янче)
Вижте пояснителната страница за други значения на Успение Богородично.
„Успение Богородично“ или „Света Богородица“ (на македонска литературна норма: „Успение на Пресвета Богородица“) е православна църква, разположена в дебърското село Янче, Република Македония.
Църквата е изградена в края на XIX век в южната част на селото.
В първата половина на 2014 година от църквата са откраднати една малка и три големи ценни възрожденски икони.